# Рамирес, Дания
Дания Рамирес (исп. Dania Ramirez; род. 8 ноября 1979, Санто-Доминго, Доминиканская Республика) — американская актриса доминиканского происхождения.

## Биография
Рамирес родилась в Санто-Доминго, столице Доминиканской республики. В возрасте 15 лет, работая в магазине в Лос-Анджелесе, была открыта скаутом из модельного агентства и снялась в небольшой рекламе. Позже, Дания решила всерьёз заняться актёрской карьерой и посещала занятия по актёрскому мастерству Фло Гринберга в Нью-Йорке. В 1999 году Рамирес окончила Государственный университет Монтклера, где она проявила себя, как волейболистка. А затем она переехала в Лос-Анджелес для развития актёрской карьеры.
Рамирес появлялась в нескольких клипах, таких как «Streets Is Watching» Jay-Z (1998), «Hush» LL Cool J (2005; спродюсирован её женихом Джесси Терреро), и «Into the Night» Карлоса Сантаны (2007).
Рамирес дебютировала с малой роли в фильме 2002 года «25-й час», а после появилась в нескольких эпизодах телесериала «Баффи — истребительница вампиров». На большом экране она появилась в комедии «Толстяк Альберт» (2004), а в 2006 году сыграла роль Каллисто в фильме «Люди Икс: Последняя битва». В то же время снялась в нескольких эпизодах шестого сезона сериала «Клан Сопрано» в роли Бланки Сельгадо, доминиканской подруги повзрослевшего сына Тони Сопрано. В 2007—2008 годах присоединилась к актёрскому составу телесериала «Герои», где сыграла Майю Эрреру, девушку со способностями, плачущую чёрными слезами. Также у неё была второстепенная роль в седьмом сезоне сериала «Красавцы».
В 2012 году Рамирес снялась в кинофильме «Срочная доставка» с Джозефом Гордоном-Левиттом, а также появилась в комедии «Американский пирог: Все в сборе». В 2012 году Рамирес получила одну из центральных ролей в сериале «Коварные горничные», где играет одну из горничных. Шоу стартовало в июне 2013 года на канале Lifetime.

## Личная жизнь
С 16 февраля 2013 года Рамирес замужем за режиссёром Бевом Лэндом. У супругов есть близнецы — сын Джон Эйтер Рамирес-Лэнд и дочь Гайя Жизель Рамирес-Лэнд (род.17.12.2013).

## Фильмография

### Фильмы
| Год  | Название на русском             | Название на английском  | Роль            | Примечания             |
| ---- | ------------------------------- | ----------------------- | --------------- | ---------------------- |
| 2002 | 25-й час                        | 25th Hour               | Дафни           |                        |
| 2004 | Маленький чёрный ботинок        | Little Black Boot       | Рори Родригес   | Короткометражный фильм |
| 2004 | Экология любви                  | The Ecology of Love     | Алила           | Короткометражный фильм |
| 2004 | Черта Бронкса                   | Cross Bronx             | Миа             |                        |
| 2004 | Она ненавидит меня              | She Hate Me             | Алекс Герреро   |                        |
| 2004 | Толстяк Альберт                 | Fat Albert              | Лори            |                        |
| 2006 | Люди Икс: Последняя битва       | X-Men: The Last Stand   | Каллисто        |                        |
| 2007 | Незаконное предложение          | Illegal Tender          | Ана             |                        |
| 2008 | Играть по-честному              | Ball Don’t Lie          | Кармен          |                        |
| 2008 | Пятая заповедь                  | The Fifth Commandment   | Энджел          |                        |
| 2008 | Карантин                        | Quarantine              | Сэди            |                        |
| 2012 | Американский пирог: Все в сборе | American Reunion        | Селена          |                        |
| 2012 | Срочная доставка                | Premium Rush            | Ванесса         |                        |
| 2013 | Бруклин в Манхэттене            | N.Y.C. Underground      | Джессика        | Direct-to-video        |
| 2015 | Мохаве                          | Mojave                  | Детектив Бомонт |                        |
| 2015 | Быстрое реагирование            | First Response          | Kamilla         | Премьера               |
| 2019 | Джуманджи: Новый уровень        | Jumanji: The Next Level | Флэм            |                        |

### Телевидение
| Год         | Название на русском                    | Название на английском             | Роль                     | Примечания |
| ----------- | -------------------------------------- | ---------------------------------- | ------------------------ | --- |
| 2003        | Баффи — истребительница вампиров       | Buffy the Vampire Slayer           | Каридад                  | 3 эпизода |
| 2003        |                                        | Run of the House                   | Люси                     | 1 эпизод |
| 2004        | 10-8: дежурные офицеры                 | 10-8: Officers on Duty             | Инес                     | 1 эпизод |
| 2005        | Роми и Мишель: в начале пути           | Romy and Michele: In the Beginning | Элена                    | Телефильм |
| 2007        |                                        | Fort Pit                           | Анджела Хардвик          | Пилот |
| 2006-2007   | Клан Сопрано                           | The Sopranos                       | Бланка Сельгадо          | 5 эпизодов |
| 2007-2008   | Герои                                  | Heroes                             | Майя Эррера              | Регулярная роль, 15 эпизодов Номинация — Премия ALMA за лучшую женскую роль второго плана в драматическом сериале (2008) Номинация — Премия ALMA за лучшую женскую роль в драматическом сериале (2009) |
| 2009        |                                        | Solving Charlie                    | Вероника Кинг            | Пилот |
| 2010        | Красавцы                               | Entourage                          | Алекс                    | 9 эпизодов |
| 2013 — 2016 | Коварные горничные                     | Devious Maids                      | Рози Фальта              | Регулярная роль |
| 2017        | Однажды в сказке                       | Once Upon a Time                   | Золушка / Джасинда       | 21 эпизод |
| 2018        | Расскажи мне сказку                    | Tell Me a Story                    | Ханна                    | 10 эпизодов |
| 2021        | Sweet Tooth: мальчик с оленьими рогами | Sweet Tooth                        | Эйми                     | Регулярная роль |
| 2023-2025   | Сигнал тревоги                         | Alert: Missing Persons Unit        | Николина "Никки" Батиста | Главная роль |